# XLPM
XLPM, en akronym för Excellence in Project Management, är ett ramverk som utvecklats av Semcon 2010 för att styra och leda uppdrag, projekt, program, initiativ och projektportföljer. Metodikens projektdel bygger på PROPS som fanns inom Ericsson 1989-2015, men som helt ersattes av XLPM i oktober 2015. XLPM följer senast uppdaterade standarder (PMI, ISO med flera) och en ny version publiceras två gånger per år. XLPM används för alla typer av uppdrag, projekt och program och av många företag i olika branscher, liksom av flera svenska myndigheter och kommuner. XLPM ägs och utvecklas av konsultföretaget Semcon och visualiseras genom gränssnittet XLPM Online. Som komplement till metodiken finns kurser och konsulttjänster, e-learnings och XLPM-certifiering.

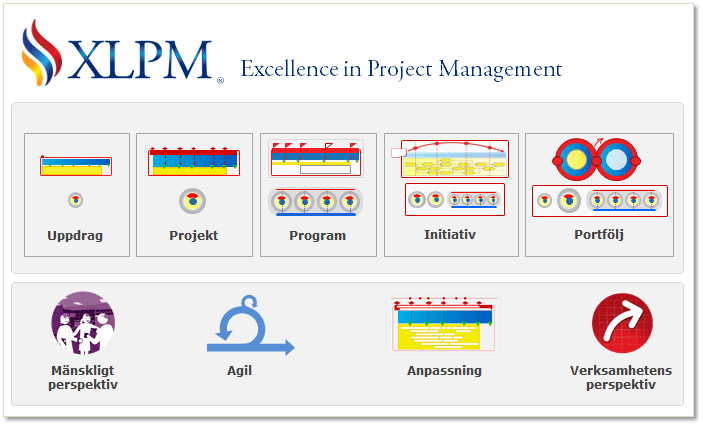
XLPM innehåller modellstöd, två perspektiv samt stöd för anpassning och agilt arbete.

## Processer och styrning
XLPM delar in arbetet och de tillhörande rollerna i tre olika områden, styrande (affären), ledande och det operativa arbetet. Dessa symboliseras konsekvent med färger, rött för styrande, blått för ledande och gult för arbetet.
För projektet har XLPM sex tollgate-beslut som ska garantera en affärsmässig/ekonomisk styrning av projektet. Dessa tollgates (TG) benämns;
- TG0 Beslut att starta projektanalys
- TG1 Beslut att starta projektplanering
- TG2 Beslut att etablera projektet och starta projektgenomförandet
- TG3 Beslut att fortsätta genomförandet enligt ursprunglig eller reviderad plan
- TG4 Beslut att överlämna projektets slutresultat till intern mottagare och extern kund (i förekommande fall)
- TG5 Projektets slutresultat accepterat, beslut om att starta projektavslutning

## Styrande dokument
XLPM har ett 60-tal olika dokument. De viktigaste dokumenten för projektet är:
Projektbeställning, ett dokument som initierar en analys- eller planeringsfas. Skrivs av projektets sponsorer (beställare)
Projektplan, ett dokument som fastställer ett projekts genomförande. Beslutas vid TG2.
Statusrapport, ett dokument som projektledaren skriver under projektets gång och avhandlar statusen i projektet. Mottagare är sponsor, styrgrupp och andra viktiga intressenter.
Slutrapport, skrivs av projektledaren efter ett TG5-beslut tagits. Det beskriver projektets utförande och säkrar kunskapsåterföringen till organisationen.